# Liste von Fernsehstationen und Affiliates des Columbia Broadcasting Systems
Das Columbia Broadcasting System ist eines der ältesten und größten TV-Networks in den Vereinigten Staaten. Es besteht seit 1927 als Radio-Netzwerk und begann ab Juli 1941 mit dem Fernsehbetrieb. Neben den eigenen 15 Stationen, die im US-amerikanischen als „owned and operated“ (im Besitz und betrieben von) bezeichnet werden, gehört zu ihm auch ein Affiliate-Netzwerk, das derzeit (Stand: 10. März 2022) aus 236 Fernsehstationen umfasst.
Die folgende Liste ist alphabetisch nach Staaten und dem jeweiligen Hauptsitz sortiert. Sie umfasst zunächst alle Stationenr in den Vereinigten Staaten und im Folgenden auch die Stationen außerhalb der Vereinigten Staaten. Fett markierte Sender gehören zu den „owned and operated“-Sendern, die durch CBS News and Stations betrieben werden. Nicht aufgeführt sind solche, die zu The CW zählen oder die unabhängig sind.

## Vereinigte Staaten

### Alabama
- Birmingham – WIAT 42
- Dothan – WTVY 4
- Huntsville – WHNT-TV 19
- Mobile – WKRG-TV 5
- Selma (Montgomery) – WAKA 8

### Alaska
Teile des CBS-Programms werden auch vom Alaska Rural Communications Service (ARCS) ausgestrahlt.
- Anchorage – KAUU 5
- Fairbanks – KXDF-CD 13
- Ketchikan – KYES 5 (Simulcast von KAUU)
- Sitka – KTNL-TV 13

### Arizona
- Phoenix – KPHO-TV 5
- Tucson – KOLD-TV 13
- Yuma – KYMA-DT 13

### Arkansas
- Fort Smith – KFSM-TV 5
- Jonesboro – KJNB-LD2 39.2/KJNE-LD2 42.2
- Little Rock – KTHV 11

### Colorado
- Colorado Springs – KKTV 11
- Denver – KCNC-TV 4
- Durango – KREZ-TV 6 (Satellit von KRQE-TV, Albuquerque, New Mexico)
- Grand Junction – KREX-TV 5
- Montrose – KREY-TV 10 (Satellit von KREX-TV)

### Connecticut
- Hartford – WFSB 3

### Delaware
- Keine eigenen Stationen, Delaware wird über KYW-TV Philadelphia und WBOC-TV Salisbury, MD, versorgt

### District of Columbia
- Washington, D.C. – WUSA 9

### Florida
- Fort Myers – WINK-TV 11
- High Springs (Gainesville) – WGFL 28
- Jacksonville – WJAX-TV 47
- Miami – WFOR-TV 4
- Orlando – WKMG-TV 6
- Panama City – WECP-LD 21/WJHG-DT3 7.3[2]
- St. Petersburg (Tampa) – WTSP 10
- Tallahassee – WCTV 6
- West Palm Beach – WPEC 12

### Georgia
- Atlanta – WGCL-TV 46
- Augusta – WRDW-TV 12
- Columbus – WRBL 3
- Macon – WMAZ-TV 13
- Savannah – WTOC-TV 11
- Thomasville (Tallahassee, Florida) – WCTV 6
- Valdosta (Albany) – WSWG 44

### Hawaii
- Hilo – KSIX-DT3 13.3 (Satellit von KGMB)
- Honolulu – KGMB 5
- Wailuku – KOGG-DT2 13.2 (Satellit von KGMB)

### Idaho
- Boise – KBOI-TV 2
- Idaho Falls – KIFI-DT2 8.2
- Lewiston – KLEW-TV 3
- Twin Falls – KMVT 11

### Illinois
- Champaign – WCIA 3
- Chicago – WBBM-TV 2 / WMEU-CD 48.3 (Simulcast von WBBM-TV)
- Peoria – WMBD-TV 31
- Rock Island (Quad Cities) – WHBF-TV 4 / KGCW-TV 26.4
- Rockford – WIFR-LD 23
- Springfield – WCIX 49.2 (Simulcast von WCIA)

### Indiana
- Bloomington (Indianapolis) – WTTV 4[3]
- Evansville – WEVV-TV 44
- Fort Wayne – WANE-TV 15
- Kokomo (Indianapolis) – WTTK 29 (Satellit von WTTV; ATSC 3.0 TV Station)[4] / WXIN (ATSC 1.0 Simulcast)
- Lafayette – WLFI-TV 18
- South Bend – WSBT-TV 22
- Terre Haute – WTHI-TV 10

### Iowa
- Cedar Rapids – KGAN 2
- Des Moines – KCCI 8
- Mason City (Rochester, Minnesota) – KIMT 3
- Sioux City – KPTH 44.3

#### Kalifornien
- Bakersfield – KBAK-TV 29
- Chico – KHSL-TV 12
- Eureka – KVIQ-LD 14
- Fresno – KGPE-TV 47
- Los Angeles – KCBS-TV 2
- Monterey – KION-TV 46
- Palm Springs – KESQ-DT2 42.2/KPSP-CD 38
- San Diego – KFMB-TV 8
- San Francisco – KPIX-TV 5
- Santa Barbara – KEYT-DT2 3.2
- Stockton (Sacramento) – KOVR 13

### Kansas
- Ensign (Dodge City) – KBSD-DT 6 (Satellit von KWCH-DT)
- Goodland – KBSL-DT 10 (Satellit von KWCH-DT)
- Hays – KBSH-DT 7 (Satellit von KWCH-DT)
- Hutchinson (Wichita) – KWCH-DT 12
- Pittsburg (Joplin, Missouri) – KOAM-TV 7
- Topeka – WIBW-TV 13

### Kentucky
- Bowling Green – WNKY-DT2 40.2
- Hazard – WYMT-TV 57 (semi-Satellit von WKYT-TV)
- Lexington – WKYT-TV 27
- Louisville – WLKY-TV 32
- Paducah – KFVS-TV 12

### Louisiana
- Alexandria – KALB-DT2 5.2
- Baton Rouge – WAFB 9
- Lafayette – KLFY-TV 10
- Lake Charles -- KSWL-LD 17
- Monroe – KNOE-TV 8
- New Orleans – WWL-TV 4
- Shreveport – KSLA 12

### Maine
- Bangor – WABI-TV 5
- Portland – WGME-TV 13
- Presque Isle – WAGM-TV 8

### Maryland
- Baltimore – WJZ-TV 13
- Salisbury – WBOC-TV 16

### Massachusetts
- Boston – WBZ-TV 4
- Springfield – WSHM-LD 3.5 (Semi-Satellit von WFSB/Hartford, Connecticut)

### Michigan
- Alpena – WBKB-TV 11
- Bay City (Flint) – WNEM-TV 5
- Cadillac (Traverse City) – WWTV 9
- Detroit – WWJ-TV 62
- Kalamazoo (Grand Rapids) – WWMT 3
- Lansing – WLNS-TV 6
- Marquette – WZMQ-DT2 19.2
- Sault Ste. Marie – WWUP-TV 10 (Satellit von WWTV)

### Minnesota
- Chisholm – KRII-DT2 11.2 (Simulcast von KBJR-DT2)
- Mankato – KEYC-TV 12
- Minneapolis – WCCO-TV 4
- Walker – KCCW-TV 12 (Satellit von WCCO-TV)

### Mississippi
- Biloxi – WLOX-DT2 13.2
- Columbus (Tupelo) – WCBI-TV 4
- Cleveland (Greenville) – WXVT-LD 17
- Hattiesburg – WHLT 22
- Jackson – WJTV 12
- Meridian – WMDN 24

### Missouri
- Cape Girardeau (Paducah, Kentucky) – KFVS-TV 12
- Hannibal (Quincy, Illinois) – KHQA-TV 7.2
- Jefferson City (Columbia) – KRCG 13
- Kansas City – KCTV 5
- Kirksville (Ottumwa, Iowa) – KTVO-DT2 3.2
- St. Joseph – KCJO-LD 30 / KNPN-LD2 26.2
- St. Louis – KMOV 4
- Springfield – KOLR 10

### Montana
Montana Television Network: wird mithilfe von sieben Stationen staatsweit ausgetragen
- Billings – KTVQ 2
- Bozeman – KBZK 7 (Satellit von KXLF-TV)
- Butte – KXLF-TV 4
- Glendive – KXGN-TV 5 (gehört nicht zu MTN)
- Great Falls – KRTV 3
- Helena – KXLH-LP 9 (Satellit von KRTV)
- Kalispell – KAJJ-CA 18 (Repeater von KPAX-TV)
- Missoula – KPAX-TV 8

### Nebraska
- Grand Island – KGIN 11 (Satellit von KOLN-TV)
- Lincoln – KOLN 10
- Omaha – KMTV-TV 3
- Scottsbluff – KSTF-TV 10 (Satellit von KGWN-TV, Cheyenne, Wyoming)

### Nevada
- Las Vegas – KLAS-TV 8
- Reno – KTVN 2

### New Hampshire
- Keine, wird über WBZ-TV Boston, WGME-TV Portland, ME and WCAX-TV Burlington, VT versorgt

### New Jersey
- Keine, wird über WCBS-TV New York und KYW-TV Philadelphia versorgt

### New Mexico
- Albuquerque – KRQE 13
- Roswell – KBIM-TV 10 (Satellit von KRQE)

### New York
- Binghamton – WBNG-TV 12
- Buffalo – WIVB-TV 4
- Carthage (Watertown) – WWNY-TV 7
- Elmira – WENY-DT2 36.2
- New York City – WCBS-TV 2
- Rochester – WROC-TV 8
- Schenectady (Albany) – WRGB 6
- Syracuse – WTVH 5
- Utica – WKTV-DT2 2.2

### North Carolina
- Charlotte – WBTV 3
- Goldsboro (Raleigh) – WNCN 17
- Greensboro – WFMY-TV 2
- Greenville – WNCT-TV 9
- Wilmington – WWAY-DT2 3.2

### North Dakota
- Bismarck – KXMB-TV 12
- Dickinson – KXMA-DT2 2.2 (Semi-Satellit von KXMB-TV)
- Fargo – KXJB-LD 30/KVLY-TV 11.2
- Minot – KXMC-TV 13
- Williston – KXMD-TV 11 (Semi-Satellit von KXMC-TV)

### Ohio
- Cincinnati – WKRC-TV 12
- Columbus – WBNS-TV 10
- Dayton – WHIO-TV 7
- Lima – WOHL-CD2 35.2 / WAMS-LD 35
- Shaker Heights (Cleveland) – WOIO 19
- Toledo – WTOL-TV 11
- Youngstown – WKBN-TV 27

### Oklahoma
- Oklahoma City – KWTV-DT 9
- Tulsa – KOTV-DT 6

### Oregon
- Bend – KBNZ-LD 7
- Coos Bay – KCBY 11 (Satellit von KVAL-TV)
- Eugene – KVAL-TV 13
- Medford – KTVL 10
- Portland – KOIN 6
- Roseburg – KPIC 4 (Satellit von KVAL-TV)

### Pennsylvania
- Altoona – WTAJ-TV 10
- Erie – WSEE-TV 35
- Harrisburg – WHP-TV 21
- Philadelphia – KYW-TV 3
- Pittsburgh – KDKA-TV 2
- Scranton – WYOU 22

### Rhode Island
- Providence – WPRI-TV 12

### South Carolina
- Charleston – WCSC-TV 5
- Columbia – WLTX 19
- Florence (Myrtle Beach) – WBTW 13
- Spartanburg (Greenville) – WSPA-TV 7

### South Dakota
- Florence – KDLO-TV 3 (Satellit von KELO-TV)
- Rapid City – KCLO-TV 15 (Satellit von KELO-TV)
- Reliance – KPLO-TV 6 (Satellit von KELO-TV)
- Sioux Falls – KELO-TV 11

### Tennessee
- Chattanooga – WDEF-TV 12
- Jackson – WBBJ-DT3 7.3
- Johnson City (Tri-Cities, Tennessee-Virginia) – WJHL-TV 11
- Knoxville – WVLT-TV 8
- Memphis – WREG-TV 3
- Nashville – WTVF 5

### Texas
- Abilene – KTAB-TV 32
- Amarillo – KFDA-TV 10
- Austin – KEYE-TV 42
- Beaumont – KFDM 6
- Brownsville (Rio Grande Valley) – KVEO-DT2 23.2
- Bryan – KBTX-TV 3 (Semi-Satellit von KWTX-TV)
- Corpus Christi – KZTV 10
- El Paso – KDBC-TV 4
- Fort Worth (Dallas) – KTVT 11
- Houston – KHOU 11
- Laredo – KYLX-LD 13
- Lubbock – KLBK-TV 13
- Nacogdoches (Tyler) – KYTX 19
- Odessa (Midland) – KOSA-TV 7
- San Angelo – KLST 8
- San Antonio – KENS 5
- Sherman – KXII 12
- Victoria – KXTS-LD 41
- Waco – KWTX-TV 10
- Wichita Falls – KAUZ-TV 6

### Utah
- Salt Lake City – KUTV 2

### Vermont
- Burlington – WCAX-TV 3

### Virginia
- Charlottesville – WCAV 19
- Harrisonburg  – WSVF-CD2 43.2
- Norfolk – WTKR 3
- Richmond – WTVR-TV 6
- Roanoke – WDBJ 7

### Washington
- Pasco (Kennewick) – KEPR-TV 19
- Seattle – KIRO-TV 7
- Spokane – KREM 2
- Yakima – KIMA-TV 29

### West Virginia
- Huntington – WOWK-TV 13
- Lewisburg (Bluefield) – WVNS-TV 59
- Moorefield – W50BD-D 50
- Parkersburg – WIYE-LD 26 / WTAP-TV 15.2[2]
- Weston (Clarksburg) – WDTV 5
- Wheeling – WTRF-TV 7

### Wisconsin
- Green Bay – WFRV-TV 5
- La Crosse – WKBT-DT 8
- Madison – WISC-TV 3
- Milwaukee – WDJT-TV 58
- Superior (Duluth, Minnesota) –  KBJR-DT2 6.2
- Wausau – WSAW-TV 7

### Wyoming
- Casper – KGWC-TV 14
- Cheyenne – KGWN-TV 5
- Lander – KGWL-TV 5 (Satellit von KGWC)
- Rock Springs – KGWR-TV 13 (Satellit von KGWC)

## CBS-Stationen außerhalb der Vereinigten Staaten

### Bermuda
- Hamilton – ZBM-TV 9

### Guam
- Hagatna – KUAM-DT2 8.2

### Puerto Rico
- CBS Puerto Rico¹

### St. Vincent und die Grenadinen
- Kingstown – ZBG-TV 9

### U.S. Virgin Islands
- Christiansted – WCVI-TV 23